# Поворознюк Владислав Володимирович
Владислав Володимирович Поворознюк (22 жовтня 1954, Сидори — 12 червня 2021, Київ) — український травматолог-ортопед, доктор медичних наук (1999), професор (2000). Керівник відділу клінічної фізіології і патології опорно-рухового апарату ДУ «Інститут геронтології імені Д. Ф. Чеботарьова НАМН України» (1992), президент Української асоціації остеопорозу (1996), президент Українського науково-медичного центру проблем остеопорозу (УНМЦПО) Інституту геронтології АМН України (1998), Української асоціації менопаузи, андропаузи та захворювань кістково-м'язової системи (2002), президент Українського підрозділу Європейської асоціації з вітаміну D (European Vitamin D Association Scientific society (EVIDAS)) (2013).

## Життєпис

Могила Владислава Поворознюка, Байкове кладовище

Народився 22 жовтня 1954 року у селі Сидори на Київщині.
Керівник відділу клінічної фізіології і патології опорно-рухового апарату ДУ «Інститут геронтології імені Д. Ф. Чеботарьова НАМН України» (1992), президент Української асоціації остеопорозу (1996), президент Українського науково-медичного центру проблем остеопорозу (УНМЦПО) Інституту геронтології АМН України (1998), Української асоціації менопаузи, андропаузи та захворювань кістково-м'язової системи (2002), президент Українського підрозділу Європейської асоціації з вітаміну D (European Vitamin D Association Scientific society (EVIDAS)) (2013).
Головний редактор часописів «Біль. Суглоби. Хребет», «Проблеми остеології», «Міжнародний остеологічний журнал». Заслужений діяч науки і техніки України. Автор понад 800 наукових робіт. Науковий керівник близько 45 кандидатів та докторів наук.
Був одружений. Донька — мовознавиця, перекладознавиця, доктор філологічних наук Роксолана Поворознюк.
Помер на 67-му році життя 12 червня 2021 року. Похований на Байковому кладовищі (ділянка № 33).